# Clavipalpa monogramma
Clavipalpa monogramma är en fjärilsart som beskrevs av James John Joicey och Talbot 1915. Clavipalpa monogramma ingår i släktet Clavipalpa och familjen nattflyn. Inga underarter finns listade i Catalogue of Life.